# Parque de la Madre
El Parque de la madre es una plaza pública ubicada en el centro histórico del Cusco, Perú, entre la Casa Silva y la Iglesia de Santa Teresa. En los años 1970 se levantó en uno de sus jardines un monumento a la madre que motivó el cambio de nombre de la plaza que, hasta entonces, se conocía como Plazoleta Silvac, en quechua, en referencia a la colindante Casa Silva que existe desde el siglo XVI.
Desde 1972 el inmueble forma parte de la Zona Monumental del Cusco declarada como Monumento Histórico del Perú. Asimismo, en 1983 al ser parte del casco histórico de la ciudad del Cusco, forma parte de la zona central declarada por la UNESCO como Patrimonio Cultural de la Humanidad.

#### Libros y publicaciones
- Angles Vargas, Víctor (1983a). Historia del Cusco (Cusco Colonial) Tomo II Libro Primero. Lima: Industrialgrafica S.A.
- Angles Vargas, Víctor (1983b). Historia del Cusco (Cusco Colonial) Tomo II Libro Segundo. Lima: Industrialgráfica S.A.